# Europese kampioenschappen kunstschaatsen 2008

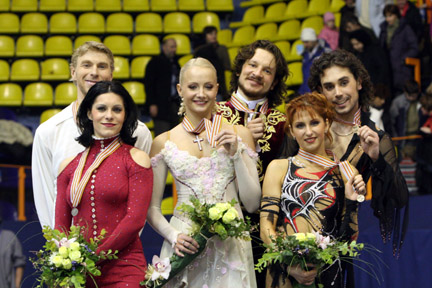
Huldiging ijsdansen tijdens de Europese kampioenschappen kunstschaatsen 2008

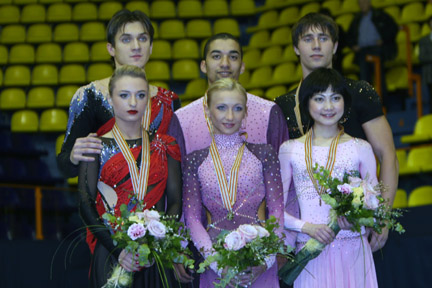
Huldiging paren tijdens de Europese kampioenschappen kunstschaatsen 2008

De Europese Kampioenschappen kunstschaatsen zijn wedstrijden die samen een jaarlijks terugkerend evenement vormen, georganiseerd door de Internationale Schaatsunie (ISU).
De kampioenschappen van 2008 vonden plaats van 22 tot en met 27 januari in Zagreb. Het was de eerste keer dat de kampioenschappen in het onafhankelijke Kroatië plaatsvonden. Het was de derde keer dat de kampioenschappen in Zagreb plaatsvonden, in 1974 en 1979 werden ze in toen nog Joegoslavië gehouden.
Voor de mannen was het de 100e editie, voor de vrouwen en paren was het de 72e editie en voor de ijsdansers de 55e editie.
Dit evenement is een van de vier kampioenschappen die de ISU jaarlijks organiseert. De andere kampioenschappen zijn de WK Kunstschaatsen, de WK Kunstschaatsen junioren en het Vier Continenten Kampioenschap (voor Afrika, Azië, Amerika en Oceanië).
| Programma | Programma          | Programma           | Programma            | Programma          | Programma           | Programma         | Programma |
| --------- | ------------------ | ------------------- | -------------------- | ------------------ | ------------------- | ----------------- | --------- |
|           | dinsdag 22 januari | woensdag 23 januari | donderdag 24 januari | vrijdag 25 januari | zaterdag 26 januari | zondag 27 januari |           |
| Paren     | korte kür          | lange kür           |                      |                    |                     | Gala              |           |
| Mannen    |                    | korte kür           | lange kür            |                    |                     | Gala              |           |
| IJsdansen | verplichte kür     |                     | originele kür        | lange kür          |                     | Gala              |           |
| Vrouwen   |                    |                     |                      | korte kür          | lange kür           | Gala              |           |

## Deelnemende landen
Alle Europese ISU-leden hadden het recht om één startplaats per discipline in te vullen. Extra startplaatsen (met een maximum van drie per discipline) zijn verdiend op basis van eindklasseringen op het EK van 2007
Vierendertig landen schreven deelnemers in voor dit toernooi, zij zouden samen 116 startplaatsen invullen.
Voor België nam Kevin Van der Perren voor de negende keer deel en debuteerde Ruben Blommaert in het mannentoernooi. De tweede startplaats werd in 2007 verdiend door de top tien plaats van Van der Perren (hij werd derde). In het vrouwentoernooi nam debutante Barbara Klerk deel. Voor Nederland nam Karen Venhuizen voor de achtste keer deel in het vrouwentoernooi.
(Tussen haakjes het totaal aantal startplaatsen over de vier disciplines.)
| Rusland (10) Italië (9) Frankrijk (8) Duitsland (6) Oekraïne (6) Zwitserland (6) Verenigd Koninkrijk (5) | Finland (4) Hongarije (4) Israël (4) Polen (4) Tsjechië (4) Wit-Rusland (4) Azerbeidzjan (3) | België (3) Bulgarije (3) Kroatië (3) Oostenrijk (3) Slovenië (3) Zweden (3) Estland (2) | Griekenland (2) Litouwen (2) Roemenië (2) Slowakije (2) Spanje (2) Turkije (2) Armenië (1) | Georgië (1) Letland (1) Monaco (1) Nederland (1) Noorwegen (1) Servië (1) |

## Medaille verdeling
Bij de mannen werd de Tsjech Tomáš Verner de 43e Europees kampioen en werd de eerste Europees kampioen van het onafhankelijke Tsjechië. Tot en met 1992 werden er 16 Europese titels veroverd door Tsjechoslowaken in alle vier de disciplines. In 1950 was Alena Vrzáňová bij de vrouwen de eerste. In 1957 en 1958 werden Vera Suchánková / Zdeněk Doležal de enige paarrijders die Europees kampioen werden. In 1958 en 1959 veroverde Karol Divín als eerste man de Europese titel. Vervolgens veroverden in 1964 en 1965 Eva Romanová / Pavel Roman als enige ijsdanspaar de Europese titel, gevolgd door de tweede en laatste titel bij de vrouwen door Hana Mašková in 1968. Hierna voegden nog drie mannen acht titel toe, Ondrej Nepela (kampioen van 1969-1973), Jozef Sabovčík (kampioen in 1986 en 1986) en Petr Barna (kampioen in 1992). Het was Verners zijn tweede medaille, in 2007 werd hij tweede. De Zwitser Stéphane Lambiel op plaats twee behaalde ook zijn tweede medaille, in 2006 werd hij ook tweede. De Fransman Brian Joubert op plaats drie veroverde zijn zevende medaille op rij, in 2004 en 2007 werd hij Europees kampioen, in 2003 en 2005 werd hij tweede en in 2002 en 2006 ook derde.
Bij de vrouwen prolongeerde de Italiaanse Carolina Kostner haar Europese titel. Het was haar derde medaille, in 2006 werd ze derde. De Zwitserse Sarah Meier werd net als in 2007 tweede, het was ook haar tweede medaille. Debutante Laura Lepistö uit Finland eindigde op de derde plaats.
Bij de paren prolongeerde het Duitse paar Aliona Savchenko / Robin Szolkowy de Europese titel. Het was hun derde medaille, in 2006 werden ze tweede. De plaatsen twee en drie werden ingenomen door twee debuterende Russische paren, respectievelijk Maria Moechortova / Maksim Trankov en Yuko Kawaguchi / Alexander Smirnov.
Bij het ijsdansen werd het Russische paar Oksana Domnina / Maksim Sjabalin het 25e paar die de Europese titel veroverden. Het was hun tweede medaille, in 2007 werden ze tweede. De Europees kampioenen van 2007, het Franse paar Isabelle Delobel / Olivier Schoenfelder, eindigde op plaats twee, het was hun derde medaille, in 2005 werden ze derde. Het Russische paar Jana Chochlova / Sergej Novitski op plaats drie stond voor de eerste keer op het erepodium bij het EK Kunstschaatsen.
| Discipline | Goud                              | Zilver                                  | Brons                              |
| ---------- | --------------------------------- | --------------------------------------- | ---------------------------------- |
| Mannen     | Tomáš Verner                      | Stéphane Lambiel                        | Brian Joubert                      |
| Vrouwen    | Carolina Kostner                  | Sarah Meier                             | Laura Lepistö                      |
| Paren      | Aliona Savchenko / Robin Szolkowy | Maria Moechortova / Maksim Trankov      | Yuko Kawaguchi / Alexander Smirnov |
| IJsdansen  | Oksana Domnina / Maksim Sjabalin  | Isabelle Delobel / Olivier Schoenfelder | Jana Chochlova / Sergej Novitski   |

## Uitslagen
| Mannen              | Mannen                   | Mannen                       | Mannen | Mannen    | Mannen    |
| #                   | naam (deelname)          | land                         | punten | korte kür | lange kür |
| ------------------- | ------------------------ | ---------------------------- | ------ | --------- | --------- |
| Goud                | Tomáš Verner (6)         | Vlag van Tsjechië            | 232.67 | 1         | 1         |
| Zilver              | Stéphane Lambiel (7)     | Vlag van Zwitserland         | 225.24 | 3         | 2         |
| Brons               | Brian Joubert (7)        | Vlag van Frankrijk           | 219.45 | 2         | 4         |
| 4                   | Sergej Voronov           | Vlag van Rusland             | 210.13 | 6         | 3         |
| 5                   | Kevin Van der Perren (9) | Vlag van België              | 199.57 | 4         | 5         |
| 6                   | Adrian Schultheiss (2)   | Vlag van Zweden              | 184.94 | 8         | 6         |
| 7                   | Kristoffer Berntsson (9) | Vlag van Zweden              | 182.45 | 5         | 10        |
| 8                   | Andrei Lutai (2)         | Vlag van Rusland             | 180.46 | 9         | 9         |
| 9                   | Sergej Davydov (8)       | Vlag van Wit-Rusland         | 179.90 | 12        | 7         |
| 10                  | Alban Préaubert (3)      | Vlag van Frankrijk           | 178.63 | 10        | 8         |
| 11                  | Gregor Urbas (8)         | Vlag van Slovenië            | 176.57 | 7         | 13        |
| 12                  | Yannick Ponsero (2)      | Vlag van Frankrijk           | 172.43 | 11        | 12        |
| 13                  | Peter Liebers            | Vlag van Duitsland           | 165.14 | 21        | 11        |
| 14                  | Clemens Brummer          | Vlag van Duitsland           | 163.81 | 17        | 14        |
| 15                  | Karel Zelenka (5)        | Vlag van Italië              | 161.47 | 13        | 16        |
| 16                  | Michal Březina           | Vlag van Tsjechië            | 160.37 | 14        | 15        |
| 17                  | Javier Fernández (2)     | Vlag van Spanje              | 154.10 | 16        | 17        |
| 18                  | Alexandr Kazakov         | Vlag van Wit-Rusland         | 151.98 | 18        | 18        |
| 19                  | Paolo Bacchini (2)       | Vlag van Italië              | 151.39 | 20        | 19        |
| 20                  | Vitali Sazonets          | Vlag van Oekraïne            | 150.78 | 22        | 20        |
| 21                  | Konstantin Tupikov (3)   | Vlag van Polen               | 149.80 | 15        | 21        |
| 22                  | Moris Pfeifhofer (2)     | Vlag van Zwitserland         | 144.32 | 23        | 22        |
| 23                  | Manuel Koll (2)          | Vlag van Oostenrijk          | 132.02 | 19        | 23        |
| 24                  | Josip Gluhak *           | Vlag van Kroatië             | 118.37 | 28        | 24        |
| 25                  | Ruben Blommaert          | Vlag van België              | 111.34 | 24        | 25        |
| Alleen kwalificatie |                          |                              |        |           |           |
| 26                  | Elliot Hilton            | Vlag van Verenigd Koninkrijk | 46.26  | 25        |           |
| 27                  | Danil Privalov           | Vlag van Azerbeidzjan        | 45.93  | 26        |           |
| 28                  | Mikko Minkkinen          | Vlag van Finland             | 44.66  | 27        |           |
| 29                  | Alper Uçar (4)           | Vlag van Turkije             | 41.10  | 29        |           |
| 30                  | Maxim Shipov             | Vlag van Israël              | 40.98  | 30        |           |
| 31                  | Naiden Borichev (2)      | Vlag van Bulgarije           | 40.02  | 31        |           |
| 32                  | Luka Čadež               | Vlag van Slovenië            | 38.36  | 32        |           |
| 33                  | Igor Matsipura (3)       | Vlag van Slowakije           | 38.30  | 33        |           |
| 34                  | Tigran Vardanjan         | Vlag van Hongarije           | 35.04  | 34        |           |
| 35                  | Zoltán Kelemen (2)       | Vlag van Roemenië            | 34.82  | 35        |           |

| Vrouwen             | Vrouwen                      | Vrouwen                      | Vrouwen | Vrouwen   | Vrouwen   |
| #                   | naam (deelname)              | land                         | punten  | korte kür | lange kür |
| ------------------- | ---------------------------- | ---------------------------- | ------- | --------- | --------- |
| Goud                | Carolina Kostner (6)         | Vlag van Italië              | 171.28  | 1         | 2         |
| Zilver              | Sarah Meier (8)              | Vlag van Zwitserland         | 169.44  | 4         | 1         |
| Brons               | Laura Lepistö                | Vlag van Finland             | 165.65  | 3         | 3         |
| 4                   | Júlia Sebestyén (12)         | Vlag van Hongarije           | 162.89  | 5         | 4         |
| 5                   | Kiira Korpi (4)              | Vlag van Finland             | 162.22  | 2         | 5         |
| 6                   | Valentina Marchei (5)        | Vlag van Italië              | 153.34  | 6         | 6         |
| 7                   | Elene Gedevanisjvili (3)     | Vlag van Georgië             | 147.09  | 8         | 8         |
| 8                   | Jenna McCorkell (5)          | Vlag van Verenigd Koninkrijk | 145.57  | 7         | 10        |
| 9                   | Ksenia Doronina (2)          | Vlag van Rusland             | 144.20  | 10        | 9         |
| 10                  | Jenni Vahamaa                | Vlag van Finland             | 142.40  | 12        | 7         |
| 11                  | Tugba Karademir (7)          | Vlag van Turkije             | 138.73  | 11        | 11        |
| 12                  | Annette Dytrt (5)            | Vlag van Duitsland           | 132.95  | 9         | 13        |
| 13                  | Stefania Berton              | Vlag van Italië              | 130.59  | 13        | 12        |
| 14                  | Karen Venhuizen (8)          | Vlag van Nederland           | 126.30  | 15        | 14        |
| 15                  | Nella Simaova                | Vlag van Tsjechië            | 124.39  | 14        | 17        |
| 16                  | Tamar Katz (2)               | Vlag van Israël              | 123.41  | 17        | 16        |
| 17                  | Nina Petushkova              | Vlag van Rusland             | 122.97  | 19        | 15        |
| 18                  | Viktoria Helgesson           | Vlag van Zweden              | 121.42  | 16        | 19        |
| 19                  | Anna Jurkiewicz (2)          | Vlag van Polen               | 120.76  | 20        | 18        |
| 20                  | Sonia Lafuente               | Vlag van Spanje              | 119.66  | 18        | 21        |
| 21                  | Katherine Hadford            | Vlag van Hongarije           | 115.99  | 22        | 20        |
| 22                  | Roxana Luca (9)              | Vlag van Roemenië            | 104.72  | 23        | 22        |
| 23                  | Viviane Kaeser               | Vlag van Zwitserland         | 103.83  | 24        | 23        |
| 24                  | Olga Ikonnikova              | Vlag van Estland             | 101.20  | 21        | 24        |
| 25                  | Maria Dikanovic *            | Vlag van Kroatië             | 76.24   | 40        | 25        |
| Alleen kwalificatie |                              |                              |         |           |           |
| 26                  | Gwendoline Didier            | Vlag van Frankrijk           | 37.91   | 25        |           |
| 27                  | Julia Sheremet (2)           | Vlag van Wit-Rusland         | 37.89   | 26        |           |
| 28                  | Bettina Heim                 | Vlag van Zwitserland         | 36.73   | 27        |           |
| 29                  | Ekaterina Proyda             | Vlag van Oekraïne            | 35.85   | 28        |           |
| 30                  | Jacqueline Belenyesiová (3)  | Vlag van Slowakije           | 34.08   | 29        |           |
| 31                  | Erle Harstad                 | Vlag van Noorwegen           | 33.51   | 30        |           |
| 32                  | Barbara Klerk                | Vlag van België              | 32.99   | 31        |           |
| 33                  | Denise Koegl                 | Vlag van Oostenrijk          | 32.28   | 32        |           |
| 34                  | Sonja Radeva (5)             | Vlag van Bulgarije           | 31.66   | 33        |           |
| 35                  | Stasia Rage                  | Vlag van Letland             | 30.94   | 34        |           |
| 36                  | Teodora Poštič (3)           | Vlag van Slovenië            | 30.34   | 35        |           |
| 37                  | Ksenia Jastsenjski (4)       | Vlag van Servië              | 30.30   | 36        |           |
| 38                  | Merovee Ephrem (2)           | Vlag van Monaco              | 28.34   | 37        |           |
| 39                  | Maria-Elena Papasotiriou (2) | Vlag van Griekenland         | 25.92   | 38        |           |
| 40                  | Beatrice Rozinskaite         | Vlag van Litouwen            | 24.07   | 39        |           |

| #      | naam (deelname)                              | land                         | punten | korte kür | lange kür |
| ------ | -------------------------------------------- | ---------------------------- | ------ | --------- | --------- |
| Goud   | Aliona Savchenko (6) Robin Szolkowy (4)      | Vlag van Duitsland           | 202.39 | 1         | 1         |
| Zilver | Maria Moechortova Maksim Trankov             | Vlag van Rusland             | 169.41 | 2         | 2         |
| Brons  | Yuko Kawaguchi Alexander Smirnov             | Vlag van Rusland             | 167.25 | 4         | 3         |
| 4      | Tatjana Volosozjar (5) Stanislav Morozov (7) | Vlag van Oekraïne            | 163.43 | 3         | 4         |
| 5      | Arina Oesjakova Sergei Karev                 | Vlag van Rusland             | 130.34 | 5         | 6         |
| 6      | Stacey Kemp (3) David King (3)               | Vlag van Verenigd Koninkrijk | 129.13 | 7         | 5         |
| 7      | Mari Vartmann (2) Florian Just (2)           | Vlag van Duitsland           | 119.86 | 6         | 8         |
| 8      | Melodie Chataigner Medhi Bouzzine            | Vlag van Frankrijk           | 116.48 | 8         | 7         |
| 9      | Dominika Piatkowska (2) Dmitri Khromin (2)   | Vlag van Polen               | 112.96 | 9         | 10        |
| 10     | Marika Zanforlin Federico Degli Esposti      | Vlag van Italië              | 112.11 | 10        | 9         |
| 11     | Laura Magitteri (2) Ondřej Hotárek (2)       | Vlag van Italië              | 109.88 | 11        | 11        |
| 12     | Ekaterina Sosinova (2) Fedor Sokolov (2)     | Vlag van Israël              | 104.40 | 12        | 13        |
| 13     | Ekaterina Kostenko Roman Talan               | Vlag van Oekraïne            | 103.06 | 13        | 12        |
| 14     | Amy Ireland Michael Bahoric                  | Vlag van Kroatië             | 78.44  | 14        | 15        |
| 15     | Ariel Fay Gagnon Chad Tsagris                | Vlag van Griekenland         | 72.07  | 15        | 14        |

| #                   | naam (deelname)                                 | land                         | punten | verpl. kür | org. kür | vrije kür |
| ------------------- | ----------------------------------------------- | ---------------------------- | ------ | ---------- | -------- | --------- |
| Goud                | Oksana Domnina (6) Maksim Sjabalin (6)          | Vlag van Rusland             | 207.14 | 2          | 2        | 1         |
| Zilver              | Isabelle Delobel (10) Olivier Schoenfelder (10) | Vlag van Frankrijk           | 205.92 | 1          | 1        | 2         |
| Brons               | Jana Chochlova (3) Sergej Novitski (3)          | Vlag van Rusland             | 197.06 | 3          | 3        | 3         |
| 4                   | Federica Faiella (8) Massimo Scali (7)          | Vlag van Italië              | 190.95 | 4          | 4        | 4         |
| 5                   | Nathalie Pechalat (3) Fabian Bourzat (3)        | Vlag van Frankrijk           | 185.26 | 5          | 6        | 5         |
| 6                   | Sinead Kerr (5) John Kerr (5)                   | Vlag van Verenigd Koninkrijk | 182.06 | 6 5        | 6        |           |
| 7                   | Anna Cappellini (2) Luca Lanotte (2)            | Vlag van Italië              | 172.64 | 10         | 7        | 7         |
| 8                   | Alexandra Zaretski (3) Roman Zaretski (3)       | Vlag van Israël              | 171.70 | 7          | 9        | 9         |
| 9                   | Pernelle Carron (2) Mathieu Jost (2)            | Vlag van Frankrijk           | 170.62 | 11         | 8        | 8         |
| 10                  | Kristin Fraser (7) Igor Loekanin (8)            | Vlag van Azerbeidzjan        | 168.87 | 8          | 10       | 10        |
| 11                  | Anna Zadorozhniuk (2) Sergei Verbillo (2)       | Vlag van Oekraïne            | 165.11 | 9          | 12       | 11        |
| 12                  | Katherine Copely (2) Deividas Stagniūnas (2)    | Vlag van Litouwen            | 158.98 | 14         | 11       | 12        |
| 13                  | Ekaterina Rubleva (2) Ivan Shefer (2)           | Vlag van Rusland             | 156.59 | 12         | 13       | 13        |
| 14                  | Alla Beknazarova (2) Vladimir Zuev (2)          | Vlag van Oekraïne            | 154.02 | 13         | 14       | 15        |
| 15                  | Christina Beier (4) William Beier (4)           | Vlag van Duitsland           | 150.57 | 16         | 15       | 14        |
| 16                  | Barbora Silná (2) Dmitri Matsjuk (3)            | Vlag van Oostenrijk          | 142.58 | 15         | 17       | 16        |
| 17                  | Kamila Hájková (3) David Vincour (3)            | Vlag van Tsjechië            | 141.32 | 18         | 16       | 17        |
| 18                  | Phillipa Towler-Green (3) Phillip Poole (3)     | Vlag van Verenigd Koninkrijk | 135.63 | 19         | 18       | 18        |
| 19                  | Joanna Budner (2) Jan Moscicki (2)              | Vlag van Polen               | 132.05 | 20         | 19       | 19        |
| 20                  | Leonie Krail (2) Oscar Peter (3)                | Vlag van Zwitserland         | 127.61 | 21         | 21       | 20        |
| 21                  | Krisztina Barta Adam Toth                       | Vlag van Hongarije           | 126.23 | 22         | 20       | 21        |
| 22                  | Ksenia Shmirina Egor Maistrov                   | Vlag van Wit-Rusland         | 116.63 | 23         | 22       | 22        |
| 23                  | Kristina Kiudmaa Aleksei Trohlev                | Vlag van Estland             | 99.06  | 25         | 24       | 23        |
| -                   | Ina Demireva Juri Kurakin                       | Vlag van Bulgarije           |        | 24         | 23       | t.z.t. *  |
| Alleen kwalificatie |                                                 |                              |        |            |          |           |
| 25                  | Nadine Ahmed Bruce Porter                       | Vlag van Azerbeidzjan        |        | 26         | 25       |           |
| -                   | Anastasia Grebenkina (5) Vazgen Azrojan (8)     | Vlag van Armenië             |        | 17         | t.z.t. * |           |

Medaillewinnaars

Mannen · 
Vrouwen ·
Paren · 
IJsdansen

Toernooi

1891 · 
1892 · 
1893 · 
1894 · 
1895 · 
1896-1897 · 
1898 · 
1899 · 
1900 · 
1901 · 
1902-1903 · 
1904 · 
1905 · 
1906 · 
1907 · 
1908 · 
1909 · 
1910 · 
1911 · 
1912 · 
1913 · 
1914 · 
1915-1921 · 
1922 · 
1923 · 
1924 · 
1925 · 
1926 · 
1927 · 
1928 · 
1929 · 
1930 · 
1931 · 
1932 · 
1933 · 
1934 · 
1935 · 
1936 · 
1937 · 
1938 · 
1939 ·
1940-1946 · 
1947 · 
1948 · 
1949 · 
1950 · 
1951 · 
1952 · 
1953 · 
1954 · 
1955 · 
1956 · 
1957 · 
1958 · 
1959 · 
1960 · 
1961 · 
1962 · 
1963 · 
1964 · 
1965 · 
1966 · 
1967 · 
1968 · 
1969 · 
1970 · 
1971 · 
1972 · 
1973 · 
1974 · 
1975 · 
1976 · 
1977 · 
1978 · 
1979 · 
1980 · 
1981 · 
1982 · 
1983 · 
1984 · 
1985 · 
1986 · 
1987 · 
1988 · 
1989 · 
1990 · 
1991 · 
1992 · 
1993 · 
1994 · 
1995 ·
1996 · 
1997 · 
1998 · 
1999 · 
2000 · 
2001 · 
2002 · 
2003 · 
2004 · 
2005 · 
2006 ·
2007 ·
2008 ·
2009 ·
2010 ·
2011 ·
2012 ·
2013 ·
2014 ·
2015 ·
2016 ·
2017 ·
2018 ·
2019 ·
2020 ·
2021 · 
2022 · 
2023 · 
2024 · 
2025

WK kunstschaatsen ·
WK kunstschaatsen junioren ·
Viercontinentenkampioenschap ·
Olympische Spelen